# Perwomajskie
Perwomajskie (ukr. Первомайське, Perwomajśke, do 1944 Dżurczy) – osiedle typu miejskiego w Republice Autonomicznej Krymu na Ukrainie, siedziba władz rejonu perwomajskiego.
Status osiedla typu miejskiego posiada od roku 1959, liczy około 7 tysięcy mieszkańców.